# 直刺北镖水蚤
直刺北镖水蚤（学名：Arctodiaptomus rectispinosus）为镖水蚤科北镖水蚤属的动物，是中国的特有物种。分布于河北、内蒙古、青海、新疆等地，属于冷水性种类。其常见于中国北部高原地区的咸碱性水中。